# 草津車站 (滋賀縣)

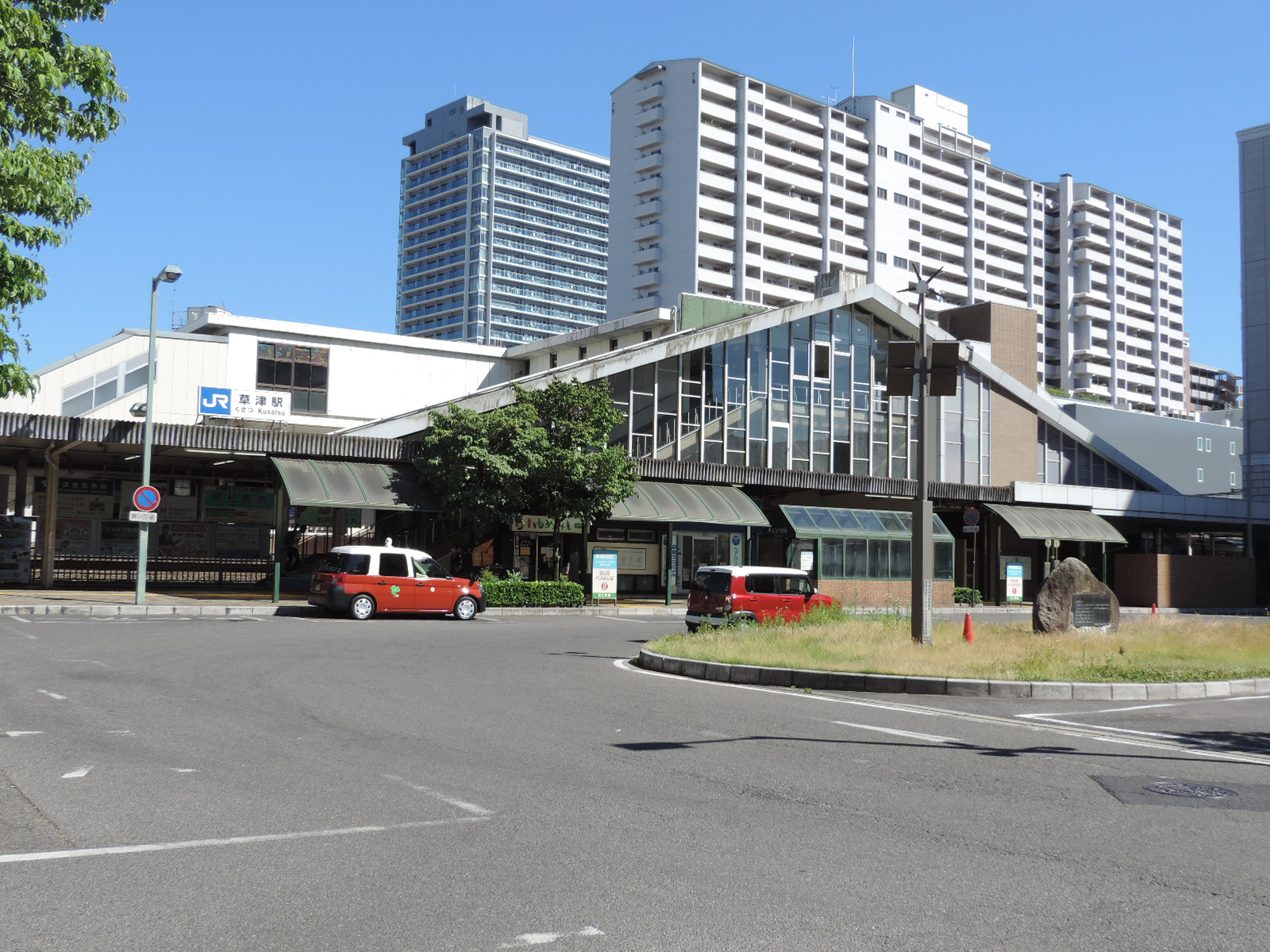
西口 (2020年6月)

草津車站 （日语：／ Kusatsu eki */?）是由西日本旅客鐵道（JR西日本）與日本貨物鐵道（JR貨物）所共同經營的鐵路車站，位於日本滋賀縣草津市。本站是JR西日本東海道本線的琵琶湖線營業區間的車站，也是該線與草津線的銜接車站和草津線的終點站。此站屬於JR西日本京都支社的管轄範圍，是草津市的主車站，其每日乘車旅客數在滋賀縣內僅次於南草津站。

## 簡介
本站雖然是JR貨物所屬的車站之一，但自1986年11月1日取消貨運業務之後，就不再有貨運列車的起訖設定，僅負責臨時的車攜貨運業務，靠公路貨運方式提供服務。雖然貨運服務名義上在1987年3月31日時重新啟動，但這只是為了配合隔天（4月1日）日本國鐵分割民營化的過程中，要將貨運站部分的營運權利讓渡給新成立的日本貨物鐵道而作的任務調整。
與東海道本線上大部分的老車站一樣，本站也是根據江戶時代所設的宿場位置而設址。一直到今日車站徒步10分鐘處仍可見到草津宿的舊本陣，是東海道與中山道所共用的宿場，名列東海道五十三次之中第52次。
站內可見到日本旅行草津支店，由南新助在1905年時於站內創立的日本旅行會（日本旅行的前身）除了是該公司的發祥點之外，實際上也是日本最早的旅行社。一直到今日，站內的車站便當業者「南洋軒」仍然是由南新助的直屬後裔所經營。
此站以西的東海道本線至JR神戶線（山陽本線）的西明石車站，為長達120公里的四線鐵路（複複線）區間。以東至稻澤車站為雙線鐵路（複線）。

## 車站結構

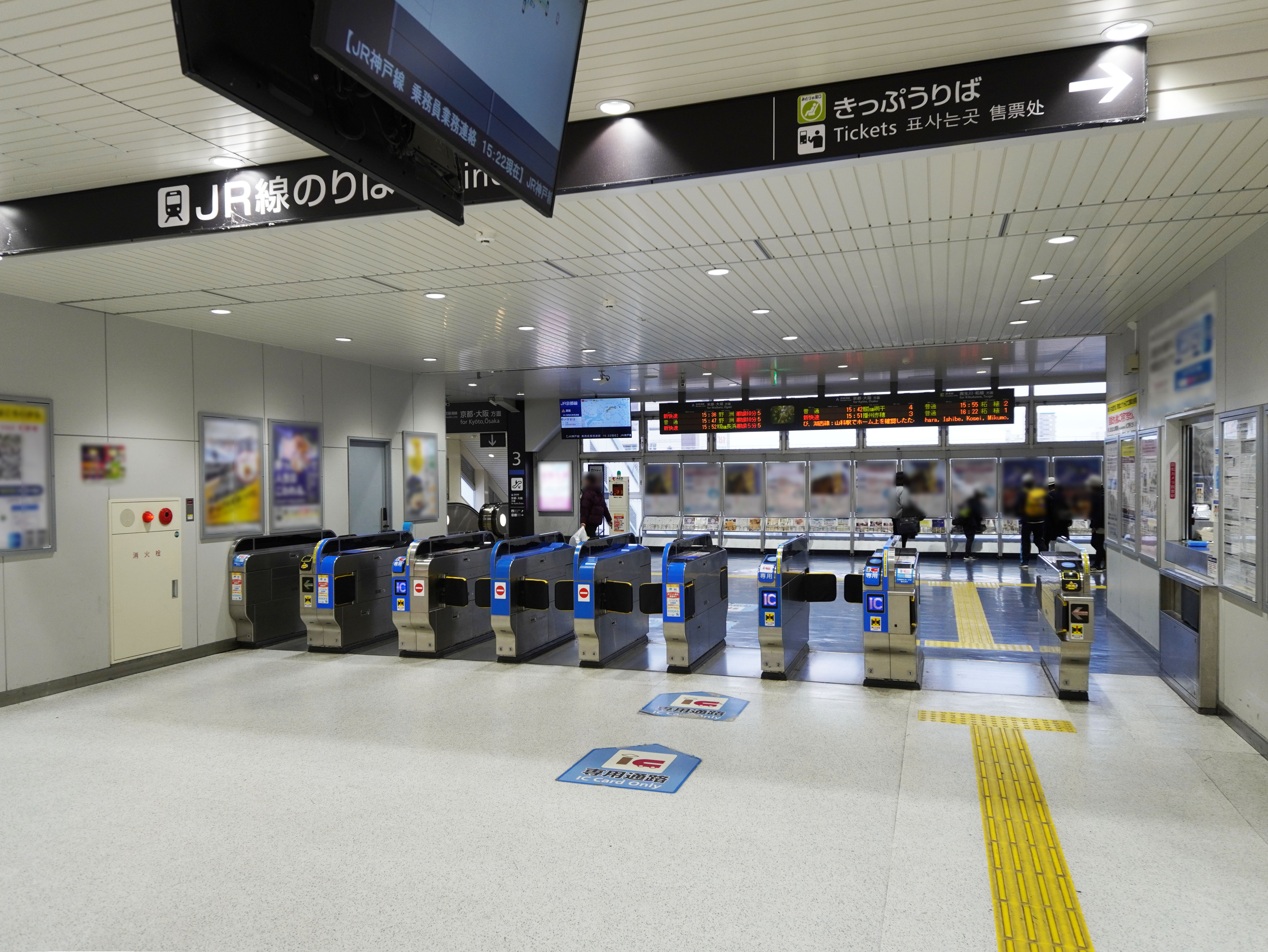
驗票閘口 (2022年12月)

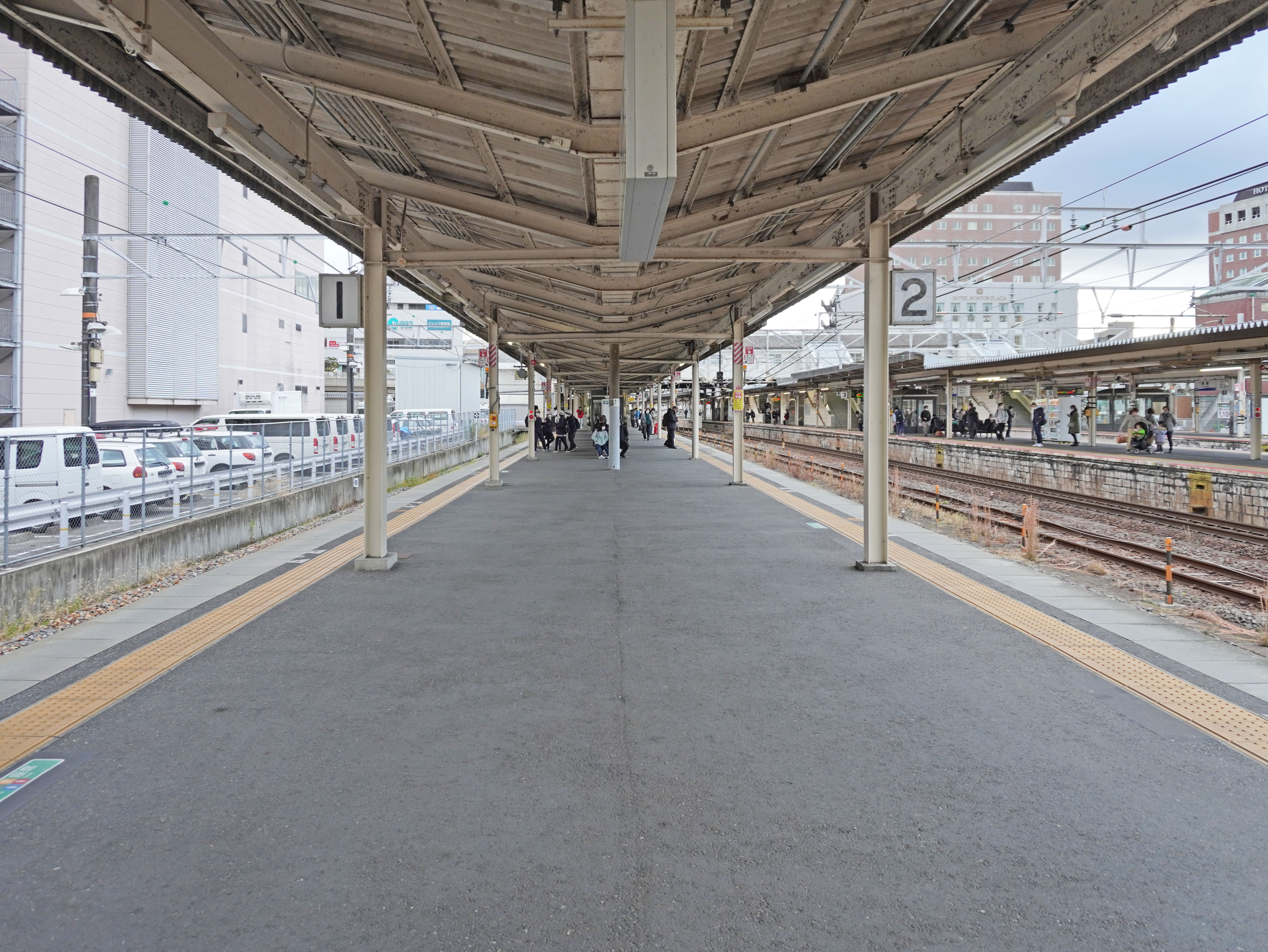
草津線1號與2號月台 (2022年12月)

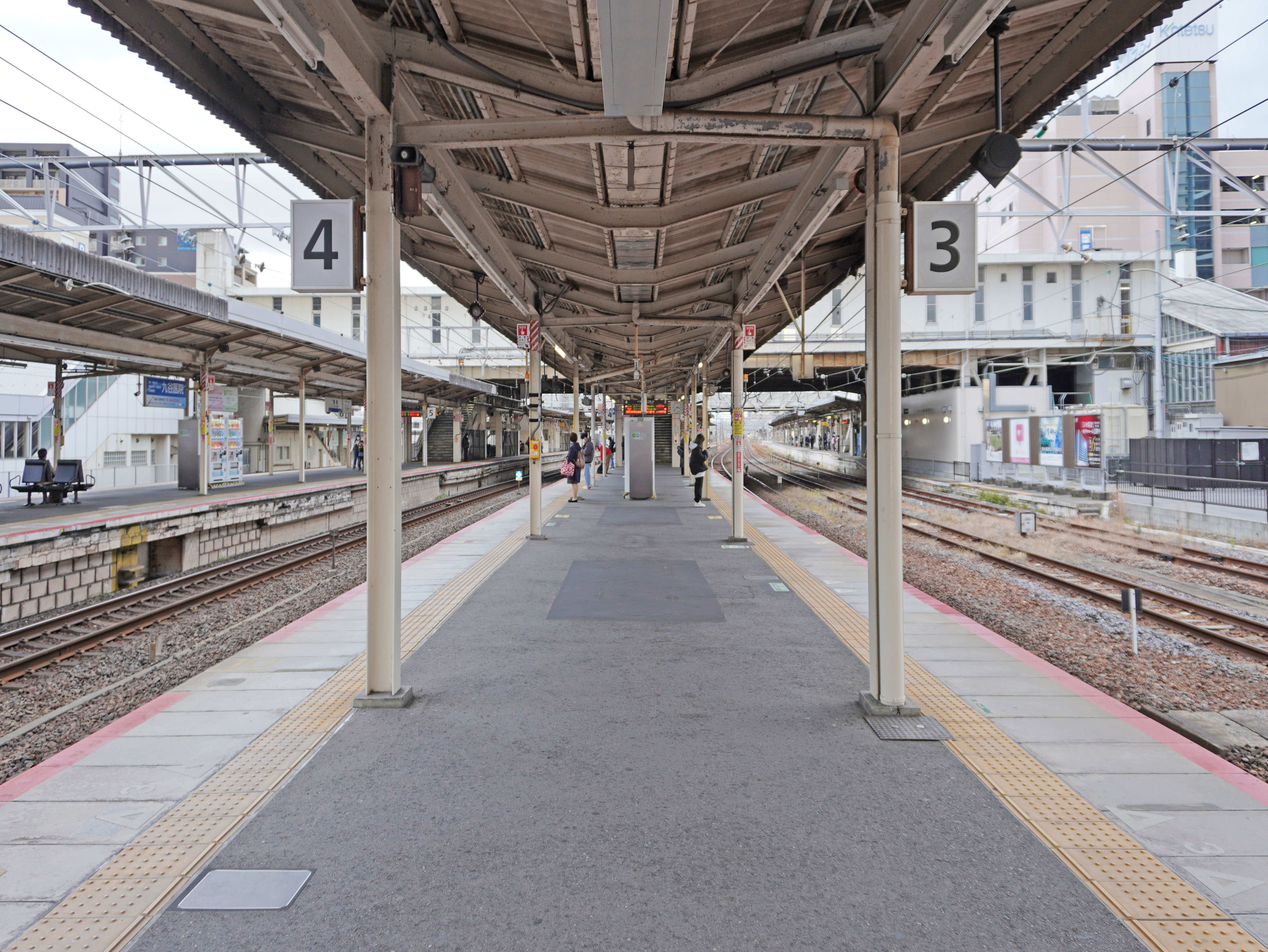
琵琶湖線3號與4號月台 (2022年12月)

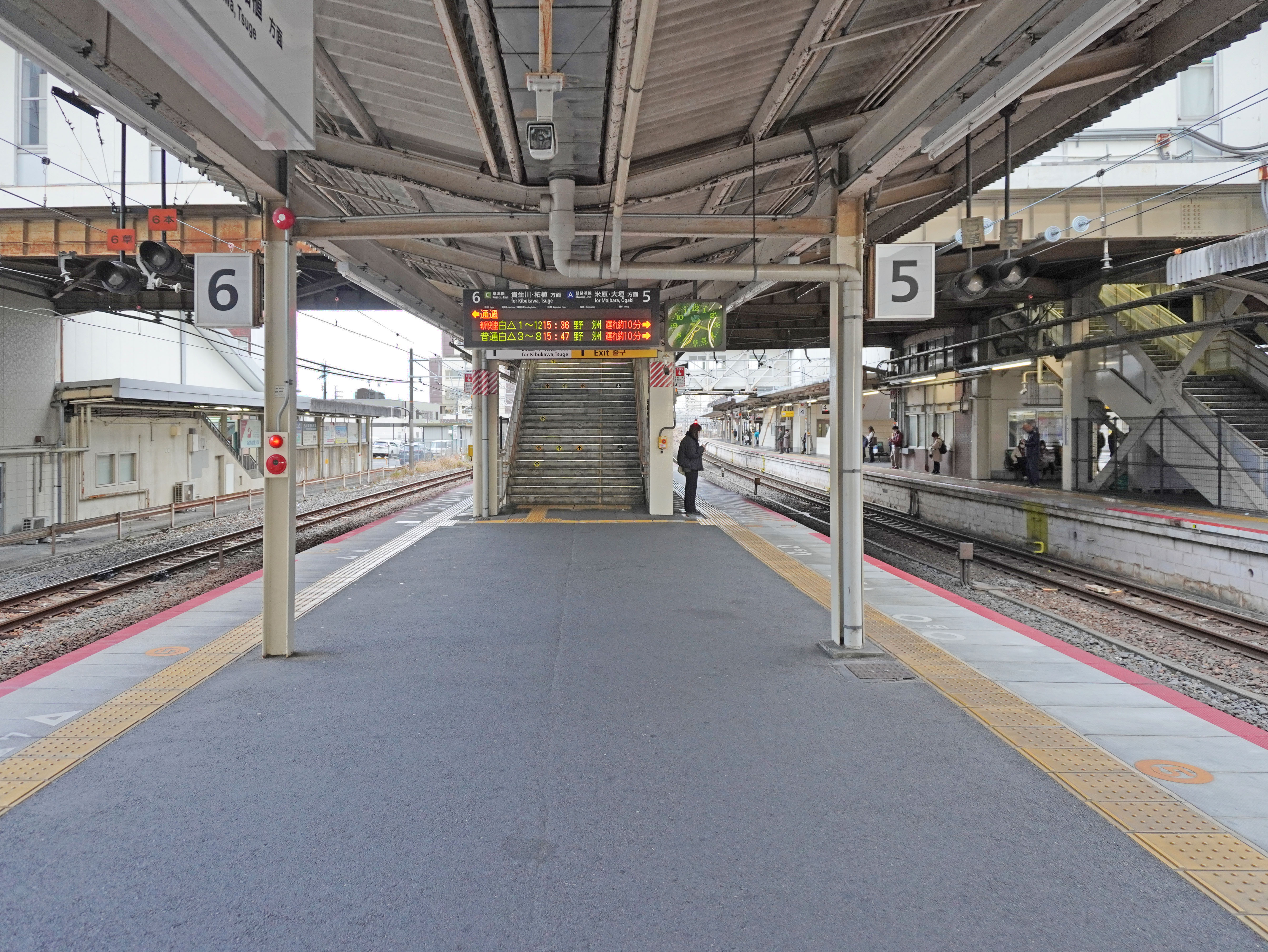
琵琶湖線5號與6號月台 (2022年12月)

本站為島式月台3面6線的地面車站，於1968年（昭和43年）由跨站式站房改建。1970年起（昭和45年），此站至京都站之間四線化並增設5號與6號月台，成為現時的結構。

### 月台配置
| 月台 | 路線     | 目的地           | 備註              |
| ---- | -------- | ---------------- | ----------------- |
| 1、2 | 草津線   | 貴生川、柘植方向 | 部分於5、6號月台  |
| 3、4 | 琵琶湖線 | 京都、大阪方向   | 草津線起於2號月台 |
| 5、6 | 琵琶湖線 | 米原、長濱方向   | 米原、長濱方向    |

### 配線圖
|                                          | ↑ 草津線 貴生川、柘植方向          |                             |
| ← 東海道本線 （琵琶湖線） 米原、大垣方向 | 西日本旅客鐵道 草津站 構內配線略圖 | → 東海道本線 京都、大阪方向 |
| 图例 参考文献：、                        |                                    |                             |

## 使用情況
2018年度1日平均上車人次為29,632人，JR西日本車站排行第29位。長期都是滋賀縣內車站上車人次最多的車站，2014年度跌至南草津站之下，排行第2位。
然而此站比滋賀縣的縣廳所在地車站大津站更多，是與草津線的接續站。而關空特急遙、特急琵琶湖特快與飛驒等不停靠大津站的列車也停靠此站（滋賀縣內停車只限草津站與米原站）。草津站的使用者以徒步抵達佔大半，巴士與汽車抵達比例較低。
根據滋賀縣統計書，近年1日平均上車人次推移如下表。
| 年度               | 1日平均 上車人次 | 來源   |
| ------------------ | ---------------- | ------ |
| 1992年（平成04年） | 28,219           | [ 7 ]  |
| 1993年（平成05年） | 28,579           | [ 8 ]  |
| 1994年（平成06年） | 28,600           | [ 9 ]  |
| 1995年（平成07年） | 27,195           | [ 10 ] |
| 1996年（平成08年） | 28,030           | [ 11 ] |
| 1997年（平成09年） | 28,565           | [ 12 ] |
| 1998年（平成10年） | 28,529           | [ 13 ] |
| 1999年（平成11年） | 27,920           | [ 14 ] |
| 2000年（平成12年） | 27,648           | [ 15 ] |
| 2001年（平成13年） | 27,231           | [ 16 ] |
| 2002年（平成14年） | 26,887           | [ 17 ] |
| 2003年（平成15年） | 26,882           | [ 18 ] |
| 2004年（平成16年） | 27,023           | [ 19 ] |
| 2005年（平成17年） | 27,031           | [ 20 ] |
| 2006年（平成18年） | 27,831           | [ 21 ] |
| 2007年（平成19年） | 28,134           | [ 22 ] |
| 2008年（平成20年） | 28,234           | [ 23 ] |
| 2009年（平成21年） | 27,622           | [ 24 ] |
| 2010年（平成22年） | 27,654           | [ 25 ] |
| 2011年（平成23年） | 27,435           | [ 26 ] |
| 2012年（平成24年） | 27,687           | [ 27 ] |
| 2013年（平成25年） | 28,315           | [ 28 ] |
| 2014年（平成26年） | 27,966           | [ 29 ] |
| 2015年（平成27年） | 28,629           | [ 30 ] |
| 2016年（平成28年） | 28,854           | [ 31 ] |
| 2017年（平成29年） | 29,591           | [ 32 ] |
| 2018年（平成30年） | 29,632           | [ 4 ]  |

## 相鄰車站
西日本旅客鐵道（JR西日本）
 琵琶湖線（東海道本線）
- 特急「飛驒」「遙」「琵琶湖特快」停車站

■新快速
守山（JR-A22）－草津（JR-A24）－南草津（JR-A25）
■普通（包括在京都或高槻以西變為快速列車的班次）
栗東（JR-A23）－草津（JR-A24）－南草津（JR-A25）
 草津線
手原－草津
- 伴隨東海道新幹線南琵琶湖的新站建設計劃，曾提出過在本站與手原之間的草津線上設新站的構想，但受南琵琶湖建設工程於2006年停工、2007年正式取消的影響，草津線上的在來線新站構想也一併告終。

## 外部連結
- 草津｜車站資訊：JR出門網 - 西日本旅客鐵道